# Er. J. Orchestra
Er. J. Orchestra — український гурт, який був заснований 1989 року в Києві. Виконує переважно акустичну музику, засновану на своєрідному інтерпретуванні слов'янського, середньовічного та орієнтального мелосів. В оригінальних творах проглядається поєднання народного, джазового та академічного звучання. Музиці Er.J.Orchestra притаманне використання акустичних класичних і народних інструментів та різноманітної перкусії, що створює неповторний саунд, особливе емоційне забарвлення та смислове різноманіття. 
У 1989 році група дебютувала у кінотеатрі "Зоряний", де відбувалася мультимедійна виставка авангардних художників об'єднання Біла ворона, на запрошення її співзасновника музичного критика Олександра Євтушенка. Водночас на цій події також заявили про себе «Табула Раса» і «Перон» .
Гурт виступав з концертами на джазових фестивалях в Україні, Німеччині, Франції, Польщі, Угорщині, Литві: 
«Dziky Polja», Desember 1990, Krakow, Poland 
«Mission», Mars 1991 Paris, France
«The Third Angel» Musical Performance in STU Theatre, May 1991, Krakow, Poland
«Kalaka Nemzetkozi» Folk Festival, July 13-14, 1991, Misshkolts, Hungary
«Dniprogastrol-93» (Jazz Fest), May 23-29, 1993, Kyiv, Ukraine
«Горизонты Джаза-93», April 7-10,1993, Kryvyi Rig, Ukraine
«Radom Jazz Days-96», May 24-26, 1996 Radom, Poland
«Kulturprojekt Kiew» (15 Jahre Kulturwerkstatt Trier,TUFA), February 1, 1997, Trier, Germany
«Никополь-99» (Jazz Fest), Novemder 9-10, 1999, Nikopol, Ukraine
«Vinnytsia JazzFest», September 1-2, 2001, Vinnytsia, Ukraine
«Kunsthalle Faust» (Musikfestival über die Welt), January 31, 2003, Hannover, Germany
«Джаз-карнавал в Одессе-2003», September 18-21, 2003, Odessa, Ukraine
«Kaunas Jazz 2006», April 2006, Kaunas, Lithuania
«Єдність» Jazz Fest, Mars 17, 2007, Kyiv, Ukraine
«Єдність Jazz Fest, Mars 18, 2011, Kyiv, Ukraine
Love (Ethno-Jazz Project) Er.J.Orchestra and Nikolai Oorzhak, February 21, 2013, Kyiv, Ukraine
Окрім концертної діяльності та виступів на джазових фестивалях, у біографії Er. J. Orchestra є й спільна творчість із Державним Дитячим музичним театром, головний балетмейстер якого лауреат міжнародних конкурсів балетмейстерів, заслужений діяч мистецтв Росії Георгій Ковтун поставив хореографічну мініатюру «Сирінга» на музику Er. J. Orchestra. У постановці брали участь провідні артисти театру Євгенія Костилєва (Сирінга) та заслужений артист України Андрій Вдовиченко (Пан). Прем’єра вистави відбулася у червні 1993 року в Києві у великому залі Національного театру опери та балету. Ця робота мала великий успіх у глядачів.
Однією з особливостей концертної діяльності Er. J. Orchestra є співіснування музичних образів з візуальними, пошук їхнього гармонійного єднання. І це не випадково, оскільки людське вухо і око завжди «прагнули йти» назустріч один одному в естетичному освоєнні дійсності. З першого дня свого існування Er. J. Orchestra здійснює цю концепцію разом з відомим художником і режисером Олександром Дірдовським, автором фантастичних слайдів і відео-інсталяцій.

## Дискографія

### Gabrielius, 1999(Симфокаре, Rostok Records, Kyiv, Ukraine),2005(Caravan Records, Kyiv, Ukraine)
Composed by Alexei Alexandrov
- The Tea Ceremony Kiev-Paris 10'03
- Gabrielius 09'23
- A Letter to Jana 07'14
- The Bamboo Forest Temple 10'37
- Chanson d'Automne 06'45
- Syringa 09'50

Музиканти:
- Alexei Alexandrov — recorders, piano, light percussion
- Victor Krisko — violin
- Sergei Khmelyov — vibraphones, marimba
- Viktor Melezhik — soprano saxophone, tenor saxophone
- Dmitry Solovyov — alto saxophone
- Vladimir Sorochenko — bass
- Andrei Chuguyevets — 12 string acoustic guitar, domra, bayan
- Oleg Dr.Kobtsev — kongo, bongo, vocal, percussian
- Alexander Beregovsky — vibraphone, chinese gongs, kongo, bongo, hand drum, recorder, drums, percussion

### On The Hill Again, 2002(Arcadia Studio, S.L.T.A., Kyiv, Ukraine)
Composed by Alexei Alexandrov, Anjei Pozdin, Oakman 
- Castle Of Elves 7'28
- Jasper Garden 1'58
- Tea Ceremony 9'02
- Cave Of Delusion 3'18
- Knightmare 4'54
- Pilgrims 8'36
- On The Hill Again 7'38

Музиканти:
- Alexei Alexandrov — recorders, piano, metallophone, light percussion
- Anjei Pozdin — acoustic guitar, voice
- Gregory Nemirovsky — clarine, mellophone, flugelhorn, medieval cornet, trumpet
- Viktor Krisko — violin, viola
- Valery Koshman — guitar processor Roland VG8
- Andrei Chuguyevets — acoustic guitar, domra, bayan
- Alexander Umrilov — acoustic guitar
- Alexei Kabanov — wheel lyre, gusli
- Alexander Blinov — vibraphone, glockenspiel
- Vladimir Sorochenko — bass
- Oleg Dr.Kobtsev — percussion, voice
- Oakman — drums, percussion, vocal, acoustic guitar

On The Hill Again spesial CD+DVD edition, 2006 (Caravan Records, Kyiv, Ukraine)
On The Hill Again (full CD version)
Composed by Alexei Alexandrov, Anjei Pozdin, Oakman
- Dawn Improvisation 2'06
- Ayo Valley 7'07
- Castle Of Elves 7'28
- Jasper Garden 1'58
- Tea Ceremony 9'02
- Cave Of Delusion 3'18
- Knightmare 4'54
- Pilgrims 8'36
- On The Hill Again 7'38

Музиканти:
- Alexei Alexandrov — recorders, piano, metallophone, light percussion
- Anjei Pozdin — acoustic guitar, voice
- Gregory Nemirovsky — clarine, mellophone, flugelhorn, medieval cornet, trumpet
- Viktor Krisko — violin, viola
- Valery Koshman — guitar processor Roland VG8
- Andrei Chuguyevets — acoustic guitar, domra, bayan
- Alexander Umrilov — acoustic guitar
- Alexei Kabanov — wheel lyre, gusli
- Alexander Blinov — vibraphone, glockenspiel
- Vladimir Sorochenko — bass
- Oleg Dr.Kobtsev — percussion, voice
- Oakman — drums, percussion, vocal, acoustic guitar

On The Hill Again Years (DVD)
Composed by Alexei Alexandrov, Anjei Pozdin, Oakman
Video by Alexander Dirdovsky
- Fanteas Magor (Magor The Magician) 16'23
- Jasper Garden \ Tea Ceremony 12'36
- Pilgrims 10'20
- On The Hill Again Credits 4'31

Музиканти:
- Alexei Alexandrov — recorders, keys
- Anjei Pozdin — acoustic guitar, voice
- Gregory Nemirovsky — medieval cornet, trumpet, flugelhorn, mellophone
- Viktor Krisko — violin, viola
- Valery Koshman — electric guitar
- Andrei Chuguyevets — acoustic guitar, domra
- Alexei Kabanov — wheel lyre, gusli
- Andrei Pushkarev — vibraphone
- Vladimir Sorochenko — bass
- Oleg Dr.Kobtsev — percussion, voice
- Alexander Beregovsky — drums
- Oakman — drums, vocal
- Pavel Ignatiev — grand piano (On The Hill Again Credits)

### The Unicorn, 2004(44 Records, Kyiv, Ukraine),2011(Caravan Records, Kyiv, Ukraine)
Composed by Alexei Alexandrov
- Adular's Wandering 9'29
- The Unicorn 
  - a) Magic Woods 6'07
  - b) Madrigal 2'30
  - c) The Battle-hunt 4'25
  - d) The Coming-home Pastoral 6'01
  - e) Dance with the Unicorn 7'59
- Eljzao 14'54
- Where Do The Angels Go?.. 6'50

Музиканти:
- Alexei Alexandrov — piano, recorders, prepared piano, percussion
- Viktor Krisko — violin, viola
- Gregory Nemirovsky — trumpet, flugelhorn, mellophone, zink (medieval cornet), clarino, melodica, piano, prepared piano, keyboards
- Arkadiy Shilkloper — horn, alperidu
- Andrei Pushkarev — vibraphone, marimba, kettledrums, glockenshpiel
- Narket Ramazanov — flute, soprano saxophone
- Alexei Kabanov — gusli, rubab, dulcimer, ectar, santur, sitar
- Konstantin Strelchenko — accordeon
- Yong Ya — koto
- Valery Koshman — 12 str. acoustic guitar, Roland VG 8 guitar system
- Andrei Chuguevets — acoustic guitar
- Vladimir Sorochenko — bass guitar
- Alexander Beregovsky — percussion, drums,darabuka, hand drum
- Oleg Dr. Kobtsev — vocal, drums, udu, spring drum, rainstick, percussion
- Alex Fantaev — drums
- Arkadiy Vikhorev — glasharmonika
- Maxim Bakeev — violin
- Sergei Stiopin — viola
- Helena Sumarokova — cello

The Unicorn Live, 2009 (Caravan Records, Kyiv, Ukraine)
Composed by Alexei Alexandrov
- Sirynga 13'50
- The Bamboo Forest Temple 13'27
- The Unicorn 24'34
- Where Do The Angels Go?.. 9'29
- Eljzao 14'08
- Adular's Wandering 16'07

Музиканти:
- Alexei Alexandrov — piano, recorders
- Viktor Krisko — violin, viola
- Gregory Nemirovsky — trumpet, flugelhorn, medieval cornet, melodica
- Arkadiy Shilkloper — horn, alperidu
- Andrei Pushkarev — vibraphone, kettledrums, glockenshpiel
- Maria Khmeleva — flute, recorder
- Alexei Kabanov — gusli, dulcimer, ectar, sitar
- Konstantin Strelchenko — accordeon
- Yong Ya — koto
- Sergei Rybalkin — electric guitar
- Vladimir Sorochenko — bass guitar
- Alexander Beregovsky — percussion
- Oleg Dr. Kobtsev — vocal, percussion
- Alex Fantaev — drums
- The Elfian Scale Chamber Orchestra (orchestration and conducting by Gregory Nemirovsky)

Er.J.Orchestra The Best Of Live Volum One, 2009 (Caravan Records, Kyiv, Ukraine)
- King Tilirim And His Elfdom (Gaen Tilirim ez ion Elim Taer) 14'52
- Fanteas Magor (Magor The Magician) 16'21
- Jasper Garden \ Tea Ceremony 12'36
- Eljazo 14'08
- Eliris' Eyes (Eliris Oliri) 12.35